# هلیه وونسیلد
هلیه وونسیلد (دانمارکی: Helge Vonsyld؛ زادهٔ ۱۸ اکتبر ۱۹۴۷) بازیکن فوتبال اهل دانمارک بود.
وی همچنین در تیم ملی فوتبال دانمارک بازی کرده‌است.